# Sylvain Blanchot
Pour les articles homonymes, voir Blanchot.
Sylvain Blanchot, né en 1972 à Autun, Saône-et-Loire, est un scénariste et un auteur français de thriller.

## Biographie
Il étudie aux Beaux-Arts de Mâcon. Il fait ensuite carrière dans l'industrie du jeu vidéo comme graphiste puis concepteur de jeux.
En 2010, Il remporte le prix du premier roman au festival international du film policier de Beaune avec Et on dévora leur cœur, paru aux Éditions du Masque.

## Œuvre

### Romans
- Et on dévora leur cœur, Paris, Éditions du Masque, Le Masque no 2527, 2010  (ISBN 978-2702434871)[2].
- Mémoire classifiée, Paris, Éditions du Masque, 2013  (ISBN 978-2702440162)[3].
- Billy Guitar, Studio 5 Éditions, 2022  (ISBN 978-2-492631-30-6).

### Scénarios
- 2009 : Wracked, court métrage (coscénariste), réalisation : Antoine Elizabé[4].
- 2013 : 300 000 kilomètres/seconde, court-métrage (coauteur, coscénariste), avec Thomas Cousseau, Dominique Daguier, réalisation : Stéphane Réthoré.